# Насілув (Люблінське воєводство)
Насілув (пол. Nasiłów) — село в Польщі, у гміні Яновець Пулавського повіту Люблінського воєводства.
Населення — 311 осіб (2011).
У 1975-1998 роках село належало до Люблінського воєводства.

## Демографія
Демографічна структура станом на 31 березня 2011 року:
|          | Загалом | Допрацездатний вік | Працездатний вік | Постпрацездатний вік |
| -------- | ------- | ------------------ | ---------------- | -------------------- |
| Чоловіки | 161     | 21                 | 117              | 23                   |
| Жінки    | 150     | 23                 | 90               | 37                   |
| Разом    | 311     | 44                 | 207              | 60                   |